# Förlåt, vi är visst gifta
Förlåt, vi är visst gifta är en amerikansk långfilm från 1957 regisserad av Vincente Minnelli. Gregory Peck spelar en sportjournalist som är gift med en modedesigner spelad av Lauren Bacall. Filmen vann en Oscar för bästa originalmanus vid Oscarsgalan 1958.
Filmen hade svensk premiär den 29 juli 1957. Detta blev Dore Scharys sista film för MGM. 

## Skådespelare
- Gregory Peck - Mike Hagen
- Lauren Bacall - Marilla Brown Hagen
- Dolores Gray - Lori Shannon
- Sam Levene - Ned Hammerstein
- Tom Helmore - Zachary Wilde